# کاسپی.کی‌زد
کاسپی. کی‌زد (انگلیسی: Kaspi.kz) شرکت فناوری اطلاعات و خدمات مالی قزاقستانی است، که در سال ۲۰۱۷ تأسیس شد.